# Sfatul Țării

Drapeau del Sfatul Țării.

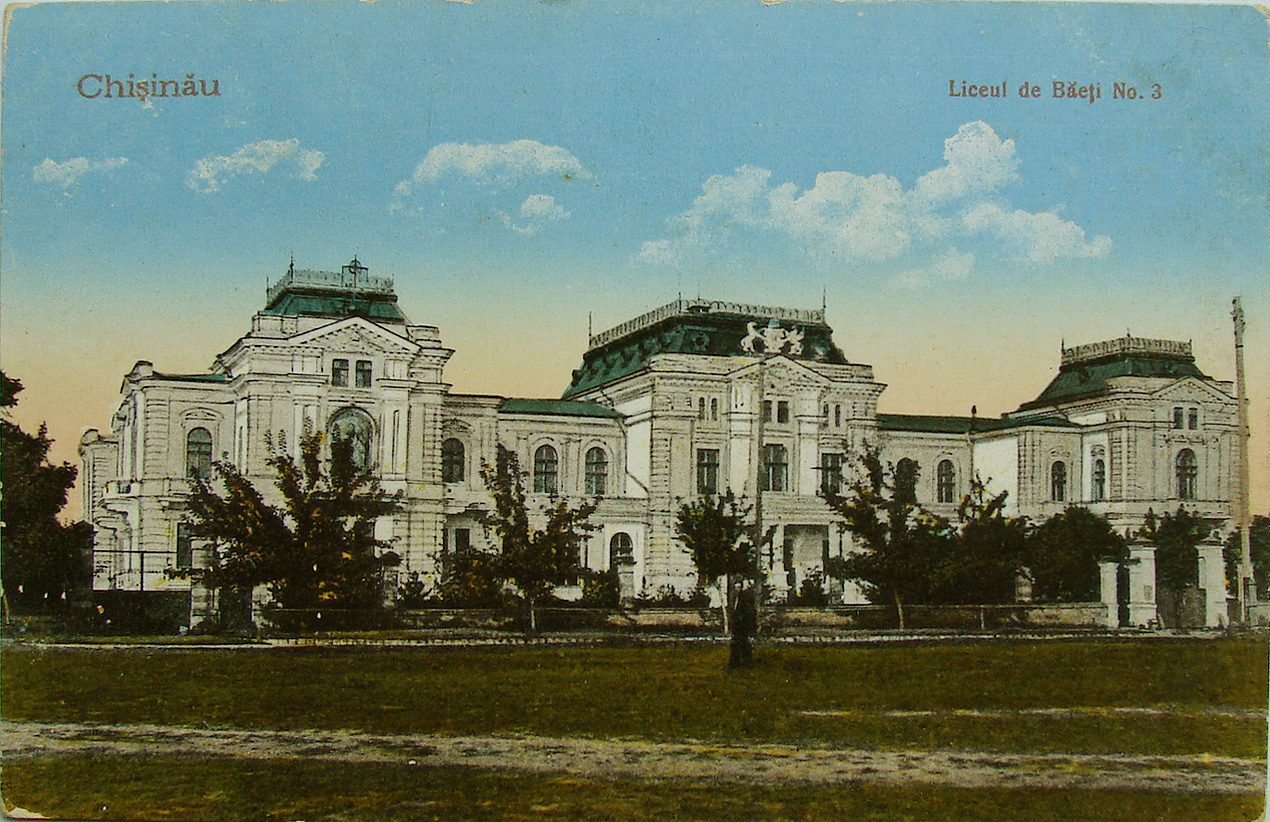
Palais où le Sfatul Țării siégea à Chișinău.

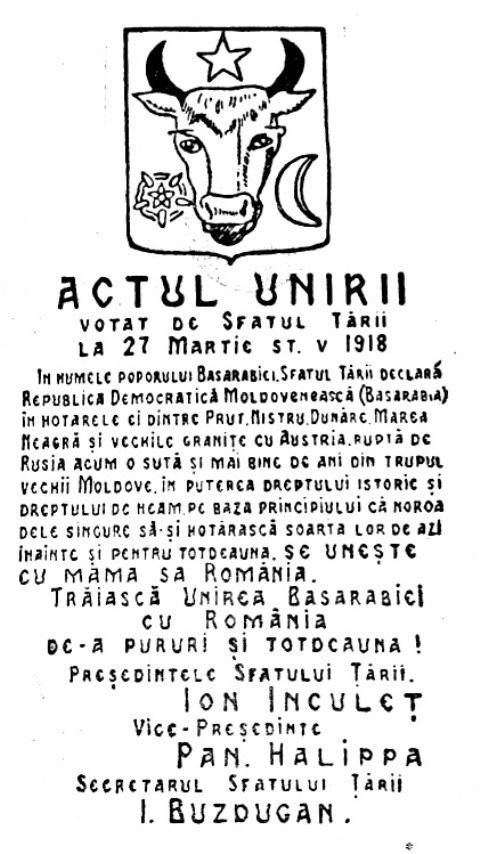
Proclamation de l'union de la Bessarabie à la Roumanie.

Sfatul Țării est un terme roumain signifiant « Conseil du pays » (parfois rendu par « Soviet de Bessarabie ») qui désigne la chambre basse du gouvernement de Bessarabie, lors de la désintégration de l'Empire russe après la révolution de février 1917. Cette assemblée proclama l'indépendance de la République démocratique moldave, en décembre 1917, puis l'union avec la Roumanie en avril 1918.

## Contexte
En août 1914, la Première Guerre mondiale a commencé, et 300 000 hommes de Bessarabie ont été mobilisés et engagés dans l'armée de l'Empire russe. La plupart d'entre eux vécurent la défaite russe. 
En mars 1917, les actions militaires sur le front de l'Est sont dans l'impasse. Le mécontentement et la révolte des soldats grondent à l'arrière de la ligne de front. Beaucoup ont appelé à la création d'une République, le tsar ayant abdiqué en mars 1917, mais le gouvernement provisoire russe qui a pris sa place n'avait pas proclamé une République en remplacement de l'Empire jusqu'en septembre 1917. Le nouveau pouvoir voulait des changements sociaux et économiques, telles que l'annulation des privilèges de la noblesse, et une réforme agraire qui donnerait aux paysans les terres sir lesquelles ils travaillaient. Des Comités révolutionnaires des soldats moldaves se formèrent dans les principales villes du pays. Parmi les principaux appels sur leurs bannières étaient «Terre et liberté», «À bas la guerre», et « Droit des peuples à l'autodétermination ». 

## Constitution du Sfatul Țării
Les 19 avril et 20 avril 1917, un congrès des représentants des coopératives de village (le premier congrès des coopératives de Bessarabie) a eu lieu à Chișinău et a voté une motion exigeant le pouvoir politique, administratif, l'autonomie pédagogique, religieuse et économique de la Bessarabie et la formation d'une assemblée législative « Sfatul Țării » (littéralement « Conseil du Pays »).
Ce premier congrès fut suivi par d'autres congrès, y compris ceux organisés par les soldats, les prêtres, les étudiants et les enseignants, tous demandant l'autonomie. Du 2 mai au 5 mai 1917, un Congrès du Clergé et des représentants des comités des paroisses s'est tenu à Chișinău, exigeant un archevêque à la tête de l'Église de Bessarabie, l'autonomie politique de la Bessarabie, et l'établissement d'un Haut Conseil comme organe national législatif et exécutif. Des requêtes similaires ont été adoptées dans chacun des neuf comtés de la Bessarabie.
Après l'annexion de la Bessarabie par l'Empire russe en 1812, son autonomie lui est garantie en 1816, mais est abolie en 1828. La langue du pays, qu'on l'appelle « moldave » ou « roumain », avait été progressivement interdite dans les institutions, les églises et les écoles au profit du russe (c’est la « russification ») : en 1829 elle est interdite dans l’administration, en 1833 dans les églises, en 1842 dans les établissements d’enseignement secondaire, en 1860 dans les écoles primaires et en 1871 dans toute la sphère publique, par oukaze impérial. Du 7 juin au 10 juin 1917, un « Congrès général des professeurs de Bessarabie » a eu lieu à Chișinău, et a adopté une motion pour abolir toutes ces interdictions, revenir à la langue autochtone et utiliser l'alphabet latin, tout en soutenant les demandes et revendications des trois autres congrès.
En avril 1917, se crée un Parti National Moldave, représentant les roumanophones, majoritaires dans le pays, et présidé par Vasile Stroescu, entouré de Paul Gore, Vladimir Herța, Pantelimon Halippa et Onisifor Ghibu. Ce parti publie un hebdomadaire, le „Cuvânt moldovenesc” ("Parole moldave").
L'été 1917, alors que la situation dans l'Empire se dégrade sur tous les plans, le comité central des soviets de Chișinău propose le 16 juillet 1917 l'élection au vote direct, égal, secret et universel d'un « Soviet du pays » („Sfatul Țării”)  qui devra travailler pour formuler une « Proposition de loi pour l'autonomie territoriale » de la Bessarabie. Le 4 septembre 1917, les élections investissent 44 députés des soviets de soldats, 36 députés des soviets de paysans, 58 députés des soviets d'artisans, ouvriers, salariés, comités locaux et syndicats, soit 156 députés au total. 105 de ces députés de déclarèrent roumanophones, 15 Ukrainiens, 14 Juifs, 7 Russes, 2 germanophones, 2 Bulgares, 8 Gök-Oguz, 1 Polonais, 1 Arménien et 1 grec. Lors de sa première séance solennelle le 21 novembre 1917 le "Sfatul Țării" élit comme président Ion Inculeț et proclame l'égalité hommes-femmes, la laïcisation de la société, l'abolition de tous les privilèges aristocratiques, la nécessité d'une réforme agraire et l'égalité des langues (auparavant, seul le russe avait un statut officiel).

## Relation avec l'Ukraine
En 1917, la Rada centrale qui est le corps représentatif ukrainien constitué en 1917 à Kiev pour gouverner la République populaire ukrainienne, revendique le territoire de la Bessarabie. Le Conseil Sfatul Tarii demande en juillet 1917, la protection du gouvernement provisoire russe qui siège à Pétrograd. Alexandre Kerenski, chef du gouvernement provisoire, s'oppose aux prétentions ukrainiennes. Une organisation révolutionnaire, le Rumcherod, qui a été créée à Odessa, par des troupes russes, roumaines et moldaves. Le Rumcherod était un organe auto-proclamé, non reconnus, et de courte durée des soviets dans la partie sud-ouest de l'Empire russe et qui a fonctionné de mai 1917 à mai 1918. Le nom se présente comme l'abréviation de langue russe pour son nom complet du Comité exécutif central des Soviets de front roumain, la flotte de la mer Noire, et l'oblast d'Odessa. Le Rumcherod s'opposa énergiquement aux prétentions annexionistes de l'Ukraine. Face à ce front uni contre toute annexion, l'Ukraine renonça à ses prétentions sur la Bessarabie.

## Indépendance de la Bessarabie / Moldavie
Le 2 décembre 1917, le Sfatul Țării proclame la République démocratique autonome de Moldavie dans les frontières du gouvernement de Bessarabie. Aussitôt, les Bolchéviks tentent d'en prendre le contrôle par la force, tandis que de nombreuses troupes débandées pillent le pays. Le 13 décembre 1917, à l'appel de la majorité du Sfatul Țării, les troupes roumaines entrent en Bessarabie, encadrées par les officiers de l'armée française Berthelot. Le « Conseil du Pays » proclame l'indépendance du pays le 6 janvier 1918 sous le nom de République démocratique moldave de Bessarabie.
Ion Inculeț  devint le premier président du Conseil (Sfatul Țării) de la République démocratique moldave, du 21 novembre 1917 au 2 avril 1918.  Constantin Stere lui succéda du 2 avril au 25 novembre 1918, puis Pantelimon Halippa du 25 au 27 novembre 1918.
Le 6 février 1918, le Sfatul Țării vote à l'unanimité l'indépendance de la République démocratique de Moldavie. Le directoire du Conseil est dissous et remplacé par un gouvernement et un Premier ministre, Daniel Ciugureanu.

## Union avec la Roumanie
Le 9 avril 1918, le Sfatul Țării vote l'union de la Bessarabie à la Roumanie. 86 membres ont voté pour l'union, 3 membres ont voté contre, mais 36 représentants se sont abstenus et 13 n'ont pas pris part au vote. Le lendemain, le roi Ferdinand Ier de Roumanie, publie à Iași en Roumanie, le décret-loi n° 842, publiée dans "Monitorul Oficial" n° 8, du 10 avril 1918, officialisant l'union de la Bessarabie avec le Royaume de Roumanie.

## Réaction des bolcheviks
Le 11 mai 1919, les bolcheviks de Bessarabie, qui avaient boycotté dès l'origine le Sfatul Țării, proclament à Odessa une « République socialiste soviétique de Bessarabie » et mèneront, jusqu'en 1924, des incursions en Bessarabie pour y susciter des insurrections comme celle de Tatarbunar (en), tenter d'en prendre le contrôle mais surtout manifester leur présence et appuyer les revendications soviétiques sur ce territoire. En 1924, ils finissent par créer en Ukraine, en Podolie, sur la rive gauche du Dniestr, une « République socialiste soviétique autonome moldave » qui prend le relais de la « République socialiste soviétique de Bessarabie » jusqu'à l'occupation soviétique de la Bessarabie et à la constitution de la République socialiste soviétique moldave (1940).

## Le sort des anciens du Sfatul Țării après l'occupation soviétique de la Bessarabie
Le „Sfatul Țării” avait fait de la Bessarabie le premier territoire roumanophone à proclamer son union avec la Roumanie, en mars 1918. Lorsqu'ils purent revenir fin juin 1940 à la faveur du pacte Hitler-Staline, les soviétiques avaient tiré les leçons de cet évènement et ils déportèrent les roumanophones ayant dépassé le baccalauréat, qui n'avaient pas eu le temps de passer le Prut pour se réfugier dans la partie de la Moldavie restée roumaine, soit plus de 30 000 personnes. Dans cette « première fournée » qui n'est que le début d'une longue série, figurent 14 anciens députés du „Sfatul Țării” dont un ancien ministre de la république démocratique moldave. Le dossier n° 824 conservé dans les archives du Service d'Information et de Sécurité de la Moldavie, relate le sort de ces détenus, capturés par les Soviétiques le 29 juin 1940, après que l'URSS, grâce au Pacte Hitler-Staline, ait annexé la Bessarabie la veille.
Le 30 juin 1940, le major Sazykine, chef du NKVD à Chișinău, expédie au « commissaire du Peuple » (ministre) pour l'Intérieur de l'URSS, Laurent Pavlovitch Béria, un télégramme pour lui annoncer sa prise (en fait il avait suffi de cueillir ces hommes déjà âgés chez eux) et demander l'autorisation d'organiser un procès à la soviétique pour « Trahison des intérêts du peuple moldave », mais les détenus mourront en détention sans avoir été "jugés".